# Réforme du droit des contrats français
 (novembre 2018).
Si vous disposez d'ouvrages ou d'articles de référence ou si vous connaissez des sites web de qualité traitant du thème abordé ici, merci de compléter l'article en donnant les références utiles à sa vérifiabilité et en les liant à la section « Notes et références ».
 (janvier 2023).
La réforme du droit des contrats français est issue de l'ordonnance du 10 février 2016. 
Cette réforme intervient à la suite de l'évolution de la société et des mœurs puisque le titre 3 du livre III concernant le droit des contrats au sein du Code civil n'avait pas changé depuis l'entrée en vigueur du code de 1804 de Napoléon. Ainsi, plusieurs articles et notions étaient dépassées au regard des nouveaux enjeux de la société. Cela a emmené la doctrine et la jurisprudence à développer de nouvelles notions et de nouveaux principes qui ont été codifiés dans l'ordonnance de 2016. En cela, il est possible de considérer que la doctrine et la jurisprudence sont une source du droit civil français. Cette réforme a pour but la simplification du droit pour donner une meilleure accessibilité aux justiciables mais également l'accroissement de la protection de la partie considérée comme faible au sein de la relation contractuelle. 

## Genèse
En 1976, Gérard Cornu constata le caractère daté du droit civil des contrats français, au regard des évolutions jurisprudentielles. En septembre 2005, un avant-projet de réforme du droit des contrats, dit avant-projet Catala, du nom du professeur qui l'a initié est remis au garde des sceaux. En 2008, la Chancellerie divulgua un premier projet de réforme du droit civil des contrats ; du fait d'importantes critiques doctrinales, un second projet fut élaboré en 2009. En 2009, un autre projet de réforme, élaboré sous la direction de François Terré, sous l'égide de l'Institut, fut publié. Davantage que l'avant-projet Catala, ce projet est en rupture par rapport au droit traditionnel des contrats. Le 16 février 2015, la loi habilita le gouvernement à réformer le droit civil des contrats par ordonnances, malgré l'opposition du Sénat. Le 25 février 2015, le projet d'ordonnance fut rendu public. Des consultations eurent lieu jusqu'en avril 2015, permettant à la doctrine et à différentes organisations d'émettre des observations.

## Application dans le temps de la réforme
La réforme du droit des contrats entre en vigueur à partir du 1er octobre 2016. Seulement les contrats conclus postérieurement au 1er octobre 2016 sont sous le régime de la réforme. Toutefois, les dispositions des articles 1123, 1158 et 1183 (instituant des actions interrogatoires) sont d'application immédiate aux contrats en cours. Pour les contrats conclus antérieurement, on applique le code civil de 1804. Il est donc impératif de bien regarder la date de formation du contrat pour savoir à quel régime est soumis le contrat.

## Principaux articles modifiés par la réforme
La réforme intervient à partir du titre III du livre 3 du Code civil. 

### Les différents types de contrats
Il existe différents types de contrats dans le droit des obligations  :
- article 1 105 : les contrats nommés et innomés
- article 1 106 : les contrats synallagmatiques et unilatéraux
- article 1 107 : les contrats onéreux et à titre gratuits
- article 1 108 : les contrats commutatifs et aléatoires
- article 1 109 : les contrats consensuels, solennels et réels
- article 1 110 : les contrats de gré à gré et d'adhésions
- article 1 111 : les contrats cadres et d'applications
- articles 1 111-1 : les contrats d'exécution instantanées et à exécution successives
- article 1 125 et suivants : les contrats électroniques

### Conclusion du contrat
Les différentes parties traitées ci-dessous concernent la phase précontractuelle.  

#### Négociations
Cette phase précontractuelle est prévue par l'article 1 112 à 1 112-2. Elle a été expressément rajoutée par la réforme de 2016 puisque cette section n'existait pas dans le code de 1804. L'idée majeure de cette partie est qu'au sein des relations contractuelles le principe de loyauté et de bonne foi entre les parties est prédominant. 

#### Offre
L'offre est la manifestation de volonté d'une personne, l'offrant, de conclure un contrat avec une autre personne, le bénéficiaire. L'offre doit être précise, ferme et extériorisée. Pour que le contrat se forme, il faut que l'offre rencontre l'acceptation. L'offrant peut se rétracter tant que le bénéficiaire n'a pas reçu la pollicitation. Pour que l'offrant puisse se rétracter, il faut faire attention au délai de maintien de l'offre.

#### Promesse unilatérale et synallagmatique de vente et pacte de préférence
Une promesse se situe dans la phase précontractuelle. La promesse unilatérale forme le contrat au moment de la levée de l'option par le bénéficiaire. Le bénéficiaire n'a aucune obligation de conclure le contrat alors que, dans la promesse synallagmatique, les deux parties se sont engagées à conclure le contrat. La réforme a apporté les articles 1 123 et 1 124 du Code Civil. L'article 1124 prévoit, pour la promesse unilatérale de vente, que la rétractation du promettant avant la levée de l'option entraîne l'exécution du contrat et la possibilité d'obtenir des dommages et intérêts. C'est ainsi la force obligatoire de la promesse unilatérale qui prévaut via la réforme qui s'est inspiré de la doctrine.
Le pacte de préférence est un avant contrat par lequel une partie, le promettant, s'engage envers un autre, le bénéficiaire, à conclure avec lui un contrat ultérieur de préférence. Lorsque le promettant conclu avec un tiers qui n'est pas le bénéficiaire, ce dernier va pouvoir demander la nullité du contrat et se substituer au tiers, uniquement si le tiers avait connaissance du pacte de préférence qui existait entre le promettant et le bénéficiaire. La réforme a apporté l'acte interrogatoire qui consiste à ce que le tiers demande au bénéficiaire s'il existe un pacte de préférence avec le promettant et il définit un délai dans lequel le bénéficiaire devra répondre. S'il ne répond pas, il ne pourra pas demander la nullité et la substitution mais uniquement des dommages et intérêts.

### Validité du contrat
Il faut s'intéresser:
- Au consentement
- À la capacité
- Au contenu licite et certain du contrat

#### Consentement
Le consentement est protégé de manière de manière préventive et de manière curative car il doit être libre et éclairé :
- Préventive : Cela a été codifié par la réforme à l'article 1112, notamment avec l'obligation d'information mais également l'obligation de réflexion avant de conclure un contrat et après la conclusion d'un contrat avec le droit de se repentir, dans tous les contrats fait hors établissements. On peut ici voir l'influence du droit de la consommation.
- Curative : C'est la théorie des vices du consentement. Il s'agit du dol, de l'erreur et de la violence. Tous ces vices doivent être déterminants du consentement. Concernant le dol, ce qui a fait débat dans la doctrine est la reconnaissance de la réticence dolosive qui est le silence intentionnel de la part d'une des parties sur un élément déterminant du consentement. Cela a fait débat car il y a une obligation d'information pour une partie et pour l'autre, l'obligation de s'informer.

#### Capacité
Il faut voir si c'est un majeur capable qui conclut le contrat. 

#### Contenu du contrat
Il faut que le contenu soit licite, c'est-à-dire qu'il soit en accord avec l'ordre public. L'arrêt de la Cour de Cassation en date du 29 octobre 2014, Our Body témoigne de cette nécessité. 

### Sanctions

#### La nullité
La nullité est rétroactive. Elle ne doit pas être confondue avec la résolution et la résiliation du contrat. Cette nullité peut être relative ou absolue :
- Relative : Une des parties peut demander la nullité dans un délai de 5 ans.
- Absolue : Toute personne intéressée peut demander la nullité dans un délai de 30 ans.

#### Caducité
C'est lorsque le contrat est valablement formé mais que postérieurement, un des éléments de formation disparaît. 

## La loi de ratification de 2018
La réforme du droit des contrats a entraîné de vives contestations de la part de la doctrine. C'est ainsi, que la loi de ratification du 20 avril 2018 a modifié la réforme. Il s'agit donc d'une « réforme de la réforme ». Au sein de cette ratification il y a deux types de modifications :
- Lois qui opèrent une modification des règles de la réforme de 2016. Celles-ci s'appliquent aux contrats conclus à partir du 1er octobre 2018
- Lois qui concernent les maladresses correctionnelles et qui vont être qualifiées de règles interprétatives. Elles vont rétroagir aux contrats conclus à partir du 1er octobre 2016. Le législateur, en instrumentalisant certaines dispositions en leur conférant un caractère interprétatif afin que ces dispositions puissent bénéficier de la rétroactivité, permet de faire échapper à ces dispositions leur application à partir de l'entrée en vigueur de la loi de ratification de 2018, soit le 1er octobre 2018, alors qu'elles n'ont pas de caractère interprétatif, c'est-à-dire qu'elle n'apporte pas d'éclaircissement ni d'explication au texte originel mais bien une innovation, un nouveau droit.